# 145 Adeona
145 Adeona este un asteroid din centura principală, descoperit pe 3 iunie 1875, de Christian Peters.